# Team SD Worx/2022
Deze pagina geeft een overzicht van de vrouwenwielerploeg Team SD Worx in 2022.

## Algemeen
Algemeen manager: Erwin Janssen
Ploegleiders: Lars Boom, Anna van der Breggen, Danny Stam
Fietsmerk: Specialized

## Rensters

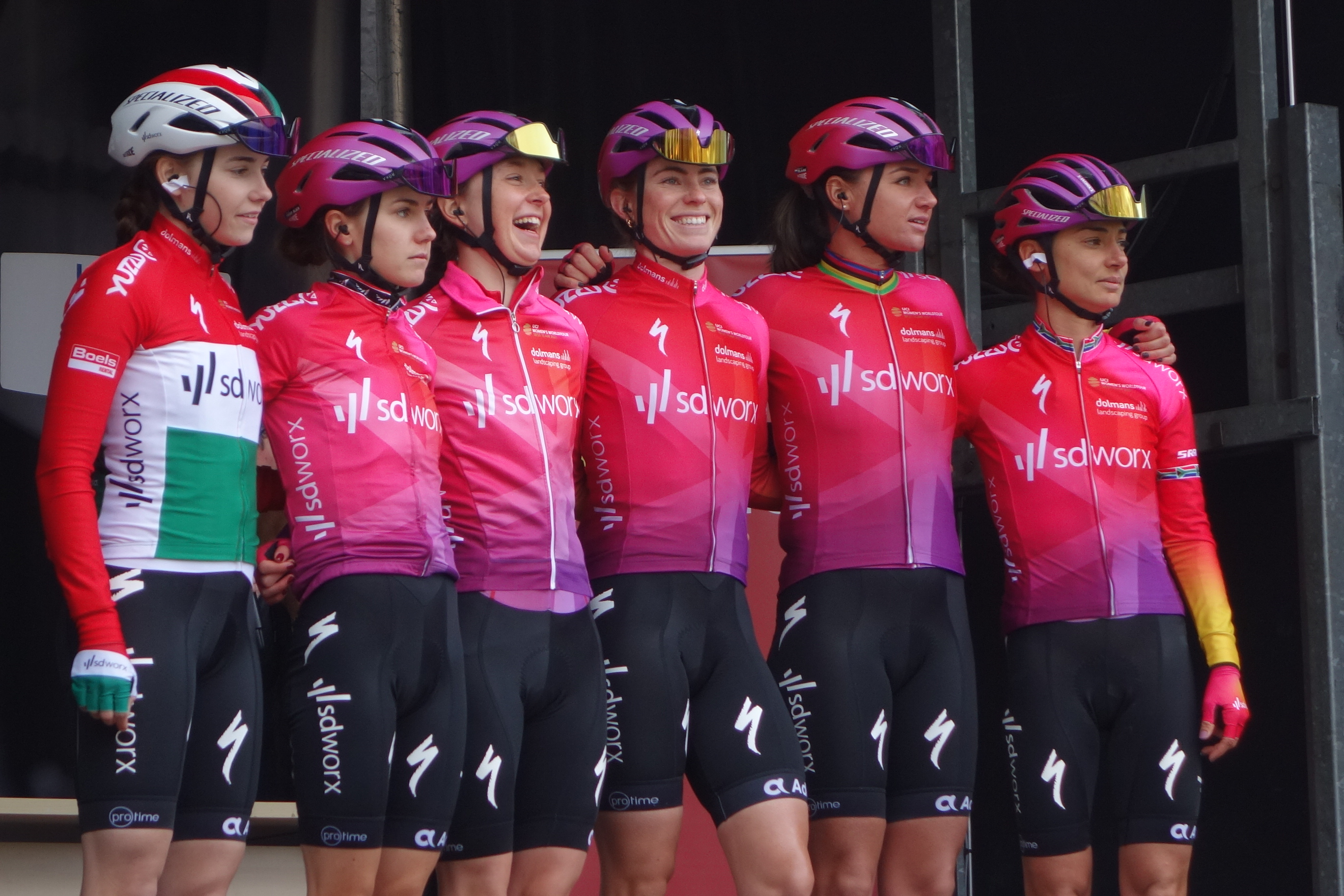
De ploeg in de Waalse Pijl 2022.

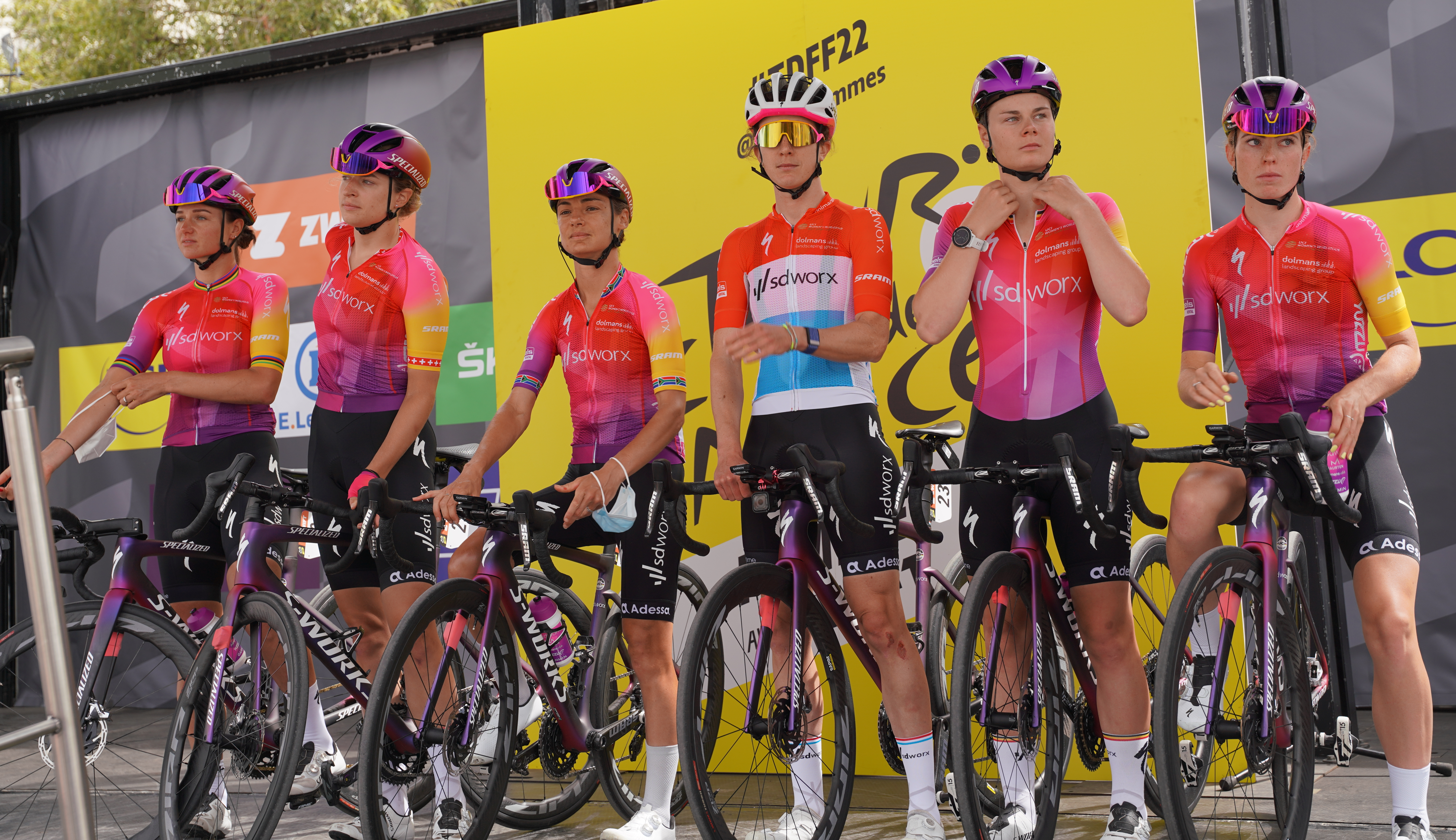
De ploeg in de Tour de France Femmes.

| Naam                        | Geboortedatum | Nationaliteit       | Ploeg 2021        |
| --------------------------- | ------------- | ------------------- | ----------------- |
| Chantal van den Broek-Blaak | 22-09-1989    | Nederland           |                   |
| Elena Cecchini              | 25-05-1992    | Italië              |                   |
| Niamh Fisher-Black          | 12-08-2000    | Nieuw-Zeeland       |                   |
| Roxane Fournier             | 07-11-1991    | Frankrijk           |                   |
| Sina Frei*                  | 18-07-1997    | Zwitserland         | -                 |
| Lotte Kopecky               | 10-11-1995    | België              | Liv Racing        |
| Christine Majerus           | 25-02-1987    | Luxemburg           |                   |
| Ashleigh Moolman-Pasio      | 09-12-1985    | Zuid-Afrika         |                   |
| Amy Pieters                 | 01-06-1991    | Nederland           |                   |
| Marlen Reusser              | 20-09-1991    | Zwitserland         | Alé BTC Ljubljana |
| Anna Shackley               | 17-05-2001    | Verenigd Koninkrijk |                   |
| Lonneke Uneken              | 02-03-2000    | Nederland           |                   |
| Kata Blanka Vas             | 03-09-2001    | Hongarije           |                   |
| Demi Vollering              | 15-11-1996    | Nederland           |                   |

*vanaf 8/8

### Vertrokken
| Naam                 | Geboortedatum | Nationaliteit | Ploeg 2022 |
| -------------------- | ------------- | ------------- | ---------- |
| Anna van der Breggen | 18-04-1990    | Nederland     | Gestopt    |
| Karol-Ann Canuel     | 18-04-1988    | Canada        | Gestopt    |
| Jolien D'Hoore       | 14-03-1990    | België        | Gestopt    |
| Nikola Nosková       | 01-07-1997    | Tsjechië      | ?          |

## Overwinningen
| Kampioenschappen België - tijdrit: Lotte Kopecky Hongarije - tijdrit: Kata Blanka Vas Hongarije - wegwedstrijd: Kata Blanka Vas Luxemburg - tijdrit: Christine Majerus Luxemburg - wegwedstrijd: Christine Majerus Europees kampioen tijdrijden: Marlen Reusser EasyToys Bloeizone Fryslân Tour 2e etappe: Lonneke Uneken Strade Bianche Lotte Kopecky Drentse Acht van Westerveld Christine Majerus Ronde van Vlaanderen Lotte Kopecky Brabantse Pijl Demi Vollering Festival Elsy Jacobs Jongerenklassement: Niamh Fisher-Black | Ronde van het Baskenland Algemeen klassement: Demi Vollering Puntenklassement: Demi Vollering Jongerenklassement: Niamh Fisher-Black 1e, 2e en 3e etappe: Demi Vollering Ronde van Burgos 1e etappe: Lotte Kopecky 4e etappe: Demi Vollering Puntenklassement: Lotte Kopecky Bergklassement: Demi Vollering Ploegenklassement: *1) Ronde van Italië Jongerenklassement: Niamh Fisher-Black Tour de France Femmes 4e etappe: Marlen Reusser Bergklassement: Demi Vollering Ceratizit Challenge Ploegenklassement: *2) | Ronde van Romandië 2e etappe: Ashleigh Moolman-Pasio |

*1) ploeg Ronde van Burgos: Fisher-Black, Fournier, Kopecky, Moolman, Shackley, Vollering
*2) ploeg Ceratizit Challenge: Fisher-Black, Kopecky, Reusser, Shackley, Vas, Vollering
2010 · 2011 · 2012 · 2013 · 2014 · 2015 · 2016 · 2017 · 2018 · 2019 · 2020 · 2021 · 2022 · 2023 · 2024 · 2025
BikeExchange Jayco · Canyon-SRAM · DSM · EF Education-TIBCO-SVB · FDJ Nouvelle-Aquitaine Futuroscope · Human Powered Health · Jumbo-Visma · Liv Racing Xstra  · Movistar · Roland Cogeas Edelweiss Squad · SD Worx · Trek-Segafredo · UAE Team ADQ · Uno-X